# Вышогруд
Вышогруд (пол. Wyszogród) — город в Польше, входит в Мазовецкое воеводство, Плоцкий повят. Имеет статус городско-сельской гмины. Занимает площадь 12,96 км². Население — 2740 человек (на 2012 год).
Город дал название  каштянству Куявии Быдгощско-Вышогрудское княжество, в историческое время именуемое  Северными Куявами, возникшее в результате раздела владения князя Земомысла Иновроцлавского (ок. 1245—1287).